# Отношения Беларуси и Республики Сербской
Отноше́ния Респу́блики Се́рбской и Беларуси — двусторонние международные отношения между Республикой Сербской — энтитетом в составе Боснии и Герцеговины — и Республики Беларусь.
Дипломатические отношения между странами не устанавливались.

## Общая характеристика стран
|                                         | Республика Сербская  | Беларусь              |
| --------------------------------------- | -------------------- | --------------------- |
| Площадь (км²)                           | 24 600               | 207 600               |
| Столица                                 | Баня-Лука (де-факто) | Минск                 |
| Население (чел.)                        | 1 147 900            | 9 349 645             |
| Государственное устройство              | энтитет              | унитарное государство |
| Объём ВВП по ППС (млрд долл.)           | —                    | 189,4                 |
| Численность вооружённых сил (чел.)      | —                    | 45 000—45 350         |
| Военный бюджет (млрд долл.)             | —                    | 0,616                 |
| Выплавка стали (млн т/год)              | —                    | 2,2                   |
| Производство цемента (млн т/год)        | —                    | 3,1                   |
| Производство электроэнергии (тВт·ч/год) | —                    | 38,7                  |

## Сотрудничество в области электроэнергетики
В марте 2017 года министр энергетики и горного дела Республики Сербской посетил Минск, где встретился с заместителем министра энергетики Республики Беларусь Михаилом Ивановичем Михадюком и обсудил с ним возможности сотрудничества Республики Сербской с Российской Федерацией и Республикой Беларусь в сфере электроэнергетики.
Также, генеральные директоры предприятия «Електропривреда Републике Српске» Желько Ковачевич и государственного производственного объединения электроэнергетики «Белэнерго» Евгений Олегович Воронов подписали протокол о сотрудничестве своих предприятий.

## Сотрудничество в области строительства
На I Евразийском женском форуме, прошедшем в Санкт-Петербурге, вице-премьер Республики Сербской, Сребренка Голич, обсудила с заместителем премьер-министра Республики Беларусь, Натальей Ивановной Кочановой, о возможном сотрудничестве двух стран в области строительства.

## Прочее
До решения Конституционного суда Боснии и Герцеговины в 2019 году Беларусь и Республика Сербская были единственными в Европе территориями, в которых существовала смертная казнь.